# Yuma Kawamori
Yuma Kawamori (født 1. februar 1993) er en japansk fodboldspiller, som spiller for den japanske fodboldklub Kagoshima United FC.